# ゲピド族

ハドリアヌス（117年 - 138年）のローマ帝国の地図。現在のポーランドにあたるヴィスワ川河口あたりに Gepidae の文字があり、そのあたりに元々ゲピド族が住んでいたと見られている。

ゲピド族（ゲピドぞく、Gepids、ラテン語: Gepida、古英語: Gifð、ゲルマン祖語: Gibiðaz）またはゲピード族は、東ゲルマン系のゴート族の一支族で、アッティラの死後にフン族を打ち破ったことで歴史に名を残している。他に "giver"、"gepanda" とも。ゲピド族の国家は一般にゲピディア（Gepidia） またはゲピド王国と呼ばれ、現在のルーマニア、スロバキア、ハンガリー、セルビアのあたりにあった。

## 歴史
ゲピド族についての最古の記録は紀元260年のもので、ゴート族によるダキア侵略に参加し、歴史家ヨルダネスの生きていた6世紀中ごろにはそこに定住していた。ヨルダネスの『ゴート史』によれば、ゲピド族の名は彼らがスカンディナヴィアから遅れて移動してきたことに由来するという。

前にも記したように、ゴート族は王ベリグに率いられ、スカンザ（スカンディナヴィアのこと）の島を3隻の帆船で船出し、対岸のゴティスカンツァに到達した。3隻のうち1隻は他の船よりも船足が遅く、そのことから部族名が名付けられた。gepanta は彼らの言語で「遅い」を意味する。 (xvii.94-95)

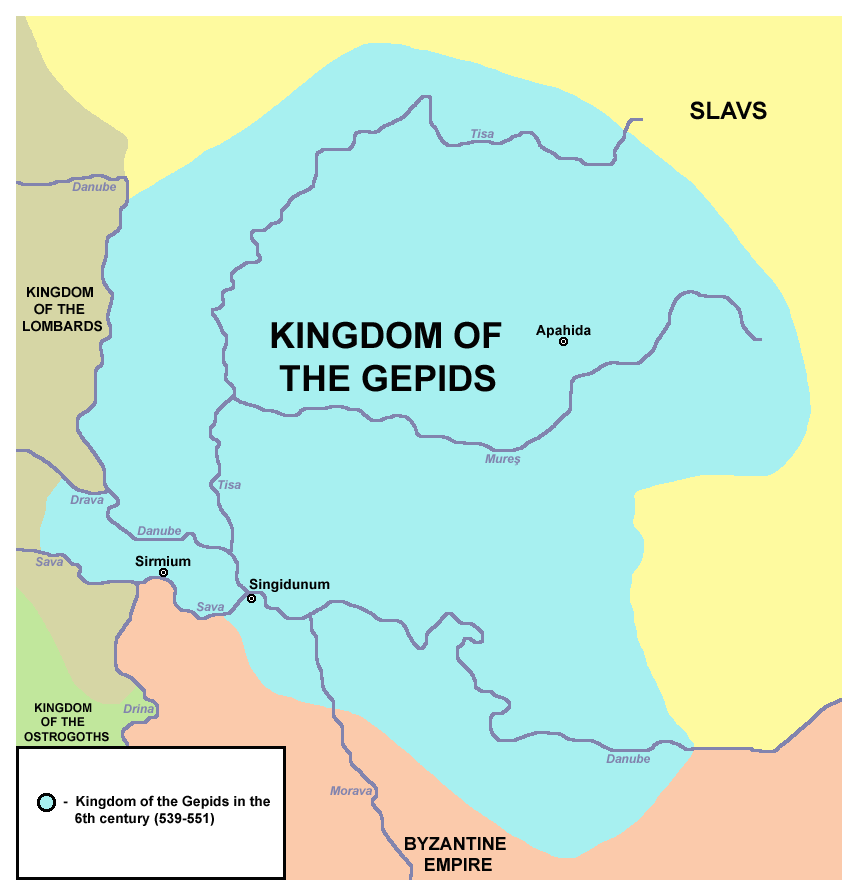
ゲピド王国の最大版図（539年-551年）

ゲピド族は元々はヴィスワ川河口近辺に住んでいた。ヴィスワ川はポーランドのカルパティア山脈を発して南から北に流れている川である。ヨルダネスによればゲピド族はヴィスワ川河口の島（三角州）に住んでおり、その島を Gepedoios（Gibið-aujos、「ゲピドの水の地」の意）と呼んでいた。その後、南へと移動していく。
最初に名を残した王ファスティダ は人々を戦争へと駆り立てブルグント族を圧倒し、4世紀にはほぼ全滅に追い込んだ。そしてその領土の一部をゴート族に要求したが、ゴート族は戦いでその要求をはねつけた。ゴート族と同様、ゲピド族はアリウス派に改宗している。
375年、ゲピド族は東ゴート族と共にフン族に征服され、忠実な臣下となった。王アルダリックの下でゲピド族の戦士たちはアッティラの軍団に加わり、カタラウヌムの戦い（451年）に参戦した。決戦の前夜、フン族に従うゲピド族とローマ帝国に従うフランク族が遭遇して戦いになったという。ヨルダネスによれば15,000人の戦死者が出た。
このような従属関係は王と王との個人的な関係に依存したもので、453年にアッティラが亡くなると、ゲピド族などがフン族に対して反旗をひるがえした。アルダリック率いる同盟軍は454年、ネダオ川の戦いでフン族に打ち勝った。この勝利の後、ゲピド族はカルパティア山脈に定住地を勝ち取った。しかしネダオ川の戦いから間もなく、ゲピド族と東ゴート族の競争関係が再燃し、504年にテオドリックによって定住地から追われることになった。
ゲピド族はベオグラード周辺の肥沃な土地に住み着き、537年に勢力が最大となった。短期間だがシルミウムを首都としたゲピド王国が成立し、その王クニムンドが独自の金貨を造幣したこともある。546年、東ローマ帝国はランゴバルド人と手を組み、ゲピド族をその地から追い出そうとした。552年、ゲピド族はランゴバルドのアルボイーノにアスフェルドの戦いで大敗を喫し、567年、ついにランゴバルドに征服された。アルボイーノはクニムンドの頭蓋骨で作った酒杯（髑髏杯）を作らせたが、そのことが元でクニムンドの娘ロザムンダの送り込んだ暗殺者によって殺害された。
パウルス・ディアコヌスによれば、ゲピド族の多くはアルボイーノに従ってイタリアに向かったが、残った者も多い。630年、歴史家テオフィラクトス・シモカッタが記録したところによると、東ローマ帝国の軍団はアヴァール人の領土に入ったがアヴァール人には遭遇せず、ゲピド族に遭遇して3万人のゲピド族を捕らえた。ソルノクのティサ川河畔での近年の発掘調査で、アヴァール風の衣装を着た当時のゲピド族の貴族が見つかった。副葬品にはゲルマン風の衣装もあった。

## ルーマニアの考古遺跡
ルーマニア、クルージュ県の Vlaha で、2004年8月に6世紀のものとされる202個の墓からなるネクロポリスが見つかった。85%の墓は埋葬された時代に盗掘されていた。残っている副葬品としては、陶器、青銅器、武器などがある。Miercurea Sibiului で見つかったネクロポリスからも多数の副葬品が出土している。他に次のようなネクロポリスがある。
- ムレシュ県 Moreşti
- アルバ県 Noşlac
- シビウ県 Brateiu
- シビウ県 Şeica Mică
- ティミショアラ Freidorf 地区
- Apahidaのネクロポリス
- トゥルダ: ルーマニアで発見された最も立派なゲルマン墓 "Franziska"（紀元5世紀）がある。Someşeni と Şimleul Silvaniei からもゲピド族の財宝が見つかっている。